# Takuu
Takuu (auch Tauu Islands oder Mortlock-Inseln, in der deutschen Kolonialzeit Markeninseln genannt) ist ein kleines, im Pazifischen Ozean im Nordosten von Papua-Neuguinea gelegenes Atoll. Administrativ gehört es zum Atolls Local Level Government des North Bougainville Districts in der Provinz Bougainville.

## Geographie
Das annähernd runde Atoll Takuu liegt etwa 250 km nordöstlich von Kieta, dem Haupthafen der Insel Bougainville. Das Atoll besteht aus 13 Inseln im Osten und einer Insel im Nordwesten (Nukereia). Die Insel Takuu im Südosten ist die südlichste und mit 57 Hektar größte der Inselgruppe. Hauptinsel und einzige bewohnte Insel ist jedoch die kleinere nördliche Nachbarinsel Nukutoa mit 8 Hektar und mit dem gleichnamigen Dorf. Die weiteren Inseln heißen (von Nord nach Süd): Matiriteata, Lotume, Saando, Maturi, Farefatu, Kapeiatu, Nukutuurua, Karuteke, Nukuaafare, Petasi.
Die gesamte Landfläche beträgt 90 Hektar.
Die Landfläche der Inseln beträgt zusammengenommen etwa 200 Hektar (2 km²).
Zugang zur Lagune im Inneren des Atolls bestehen durch die Mataakau- (Nordwest) und die Ava-Passage (Südwest). Sein längster Durchmesser beträgt ca. 15 km.
Die Inseln des Atolls sind sehr flach: Sie erheben sich bei Flut lediglich einen Meter über den Meeresspiegel. Deshalb ist ihre Existenz bereits in naher Zukunft bedroht, zum einen durch ein Absinken der tektonischen Platte, auf welcher sich das Atoll befindet, und zum anderen durch den beständigen Anstieg des Meeresspiegels in den Ozeanen auf Grund der globalen Erwärmung. Das Grundwasser versalzt zunehmend. Wissenschaftler befürchten, dass die Inseln bereits in fünf Jahren nicht mehr bewohnbar sein könnten.

## Geschichte, Zukunftsperspektive
Takuu wurde für Europa erstmals am 19. November 1795 von dem englischen Handelskapitän James Mortlock gesichtet, der sich mit dem Handelsschiff „Young William“ auf der Reise von Australien nach China befand.
Zu ersten Kontakten mit europäischen Reisenden kam es in der zweiten Hälfte des 19. Jahrhunderts.
Um sich vor äußeren Einflüssen zu schützen, galt auf den Inseln über 25 Jahre ein Verbot christlicher Mission und Fremden wurde die Einreise untersagt. Lediglich 4 Forschern war in jenen Jahren erlaubt worden auf den Inseln zu verweilen. Dieses Verbot wurde erst vor fünf Jahren (wann konkret?) aufgehoben, als junge Insulaner, die auf den größeren Inseln Papua-Neuguineas gelebt und studiert hatten, in ihre Heimat zurückkehrten.
Im Frühjahr 2006 traf ein erneuter Sturm die Inseln hart. Es ist absehbar, dass sie auf Dauer nicht zu halten sein werden. Für den Bau dringend benötigter Deiche fehlen den Bewohnern die Mittel. Zwar wurde der Versuch unternommen, Gelder für diesen Zweck durch Sammlungen einzubringen, doch die Ergebnisse erwiesen sich als nicht ausreichend. Derzeit finden deshalb verstärkt Überlegungen statt, die Bewohner auf eine andere Insel umzusiedeln. Dazu wird es vermutlich in absehbarer Zeit auch kommen.

## Bevölkerung
Die Inseln werden von ungefähr 600 Personen bewohnt. Die Bewohner sind polynesischer Abstammung. Takuu gehört deshalb zu den außerhalb des polynesischen Dreiecks liegenden Exklaven Polynesiens.

## Kultur
Die Einwohner Takuus legen hohen Wert auf die Erhaltung ihrer ursprünglichen kulturellen und religiösen Sitten und Gebräuche. Nach traditionellen Vorbildern gebaute Häuser stehen an belebten Straßen, so dicht aneinander geschmiegt, dass ihre Dächer sich fast berühren. Die Hauptstraße dient zugleich als „Marae“, als Platz für rituelle Zeremonien also: Solche Plätze sind in allen traditionellen polynesischen Gemeinschaften zu finden. Üblicherweise werden hierfür gesonderte Grundstücke ausgewiesen, doch auf kleinen Inseln wie Takuu ist der Platz zu knapp und wertvoll, also nutzt man die ohnehin vorhandene Hauptstraße.
In einer langjährigen Abgeschiedenheit haben viele der ursprüngliche Gesänge, Texte und Tänze überlebt, die den wesentlichen Gehalt der mündlich übertragenen Inhalte polynesischer Kultur überliefern. Die Einwohner Takuus kennen über 1000 derartiger Texte und Gesänge, von denen einige noch aus der Zeit vor dem Kontakt mit europäischen Reisenden stammen, welcher in der zweiten Hälfte des 19. Jahrhunderts stattfand. Musik und Tanz sind nach wie vor fundamentaler Bestandteil des Lebens der Insulaner: 20 bis 30 Stunden in der Woche verbringen die Bewohner mit der Aufführung alter Tänze und dem Rezitieren der alten Gesänge. In diesen werden oft die Beziehungen weit verzweigter Familienclans untereinander oder aber zu den jeweiligen Ahnen dargestellt und gefeiert. Sie dienen einerseits dazu, den auf solch kleinen Inseln lebenswichtigen gegenseitigen Zusammenhalt zu fördern und zum anderen, die Vorfahren in diesen Lebensprozess einzubinden. Gemäß der polynesischen Religion sind die Ahnen ein stets präsenter Teil des täglichen Lebens und besonders in Zeiten der Not von hoher Bedeutung für die Gemeinschaft.

## Sprache
Die Bewohner Takuus sprechen eine polynesische Sprache. Eine kürzlich vorgeschlagene Neugruppierung der polynesischen Sprachen ordnet die takuuanische Sprache unter die Elliceanischen Sprachen („Ellicean Outlier branch of Polynesian“), die in bestimmten polynesischen Exklaven gesprochen werden. Sprachen dieses Zweiges finden sich auch in Tuvalu, Nukuoro, Kapingamarangi, Nuguria, Nukumanu, Ontong Java, Sikaiana und Pileni. Frühere Klassifikationen ordneten diese Sprachen unter die samoanische Sprachgruppe polynesischer Exklaven („Samoic Outlier“). Heute sieht man die samoanischen Sprachen (Samoanisch und Tokelauanisch) als eigenständige Untergruppe der Elliceanischen Sprachen.
| Deutsch  | Takuu             | Sikaiana  | Tokelau   |
| -------- | ----------------- | --------- | --------- |
| Himmel   | /ɾani/            | /lani/    |           |
| Nordwind | /tokoɾau/         | /tokelau/ | /tokelau/ |
| Frau     | /ffine/           | /hahine/  | /fafine/  |
| Haus     | /faɾe/            | /hale/    | /fale/    |
| Mutter   | /tinna/, /tinna:/ | /tinna/   | /ma:tua/  |

Siehe auch: Polynesische Sprachen #Polynesische Wortgleichungen

## Wirtschaft

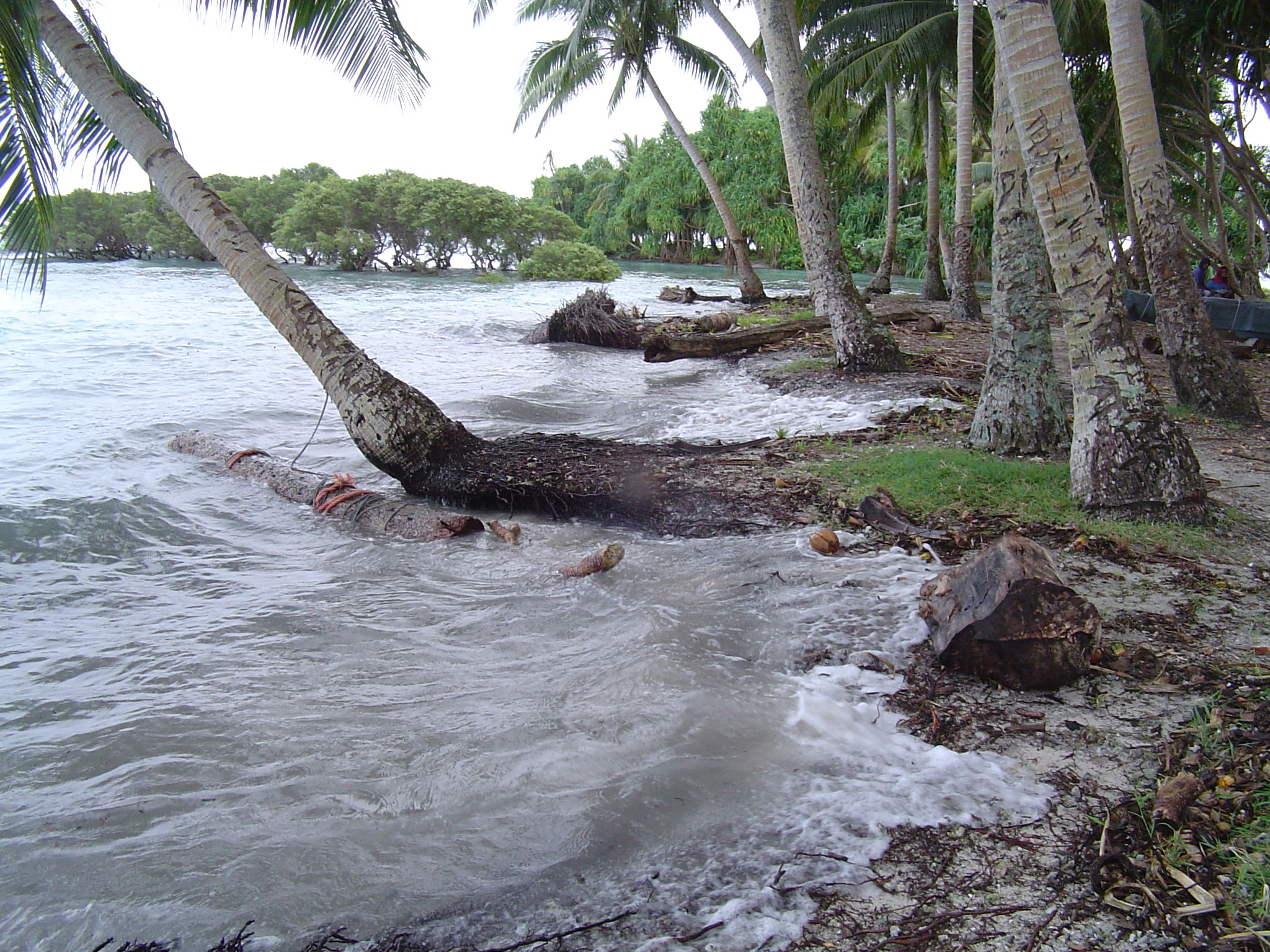
Die Flut bedroht Nukutoa, eine Insel des Takuu-Atolls

Die Bewohner leben von den Früchten einfacher Landwirtschaft und vom Fischfang. Dieser ist für die Insulaner ein lebenswichtiger Eckpfeiler der Nahrungsbeschaffung. Auf Grund des hohen Meeresspiegels wird es aber immer schwieriger, geeignete Stellen für die sichere Aufbewahrung der Kanus an den Ufern der Inseln zu finden. Auf Grund dieses beständigen Vordringens des Meeres ist auch der Anbau von Nutzpflanzen in den letzten Jahren immer schwieriger geworden, da das Grundwasser zunehmend mit Salzwasser kontaminiert wird. Die Küstenlinie der Inseln erodiert zunehmend und oft dringt Salzwasser in die traditionellen Taro-Felder der Insulaner ein und bedroht die Erträge. Nicht immer reicht deshalb die Ernte zur Versorgung der Bevölkerung aus und die Menschen auf den Inseln sind zunehmend auf Hilfe durch die Außenwelt angewiesen. Als die Atoll Queen, das einzige Versorgungsschiff, welches die Inseln regelmäßig anläuft, im Jahr 2001 für einige Monate ausfiel, kam es daher bereits zu einer ersten Hungersnot.